# Noviodunum (base navale romana)

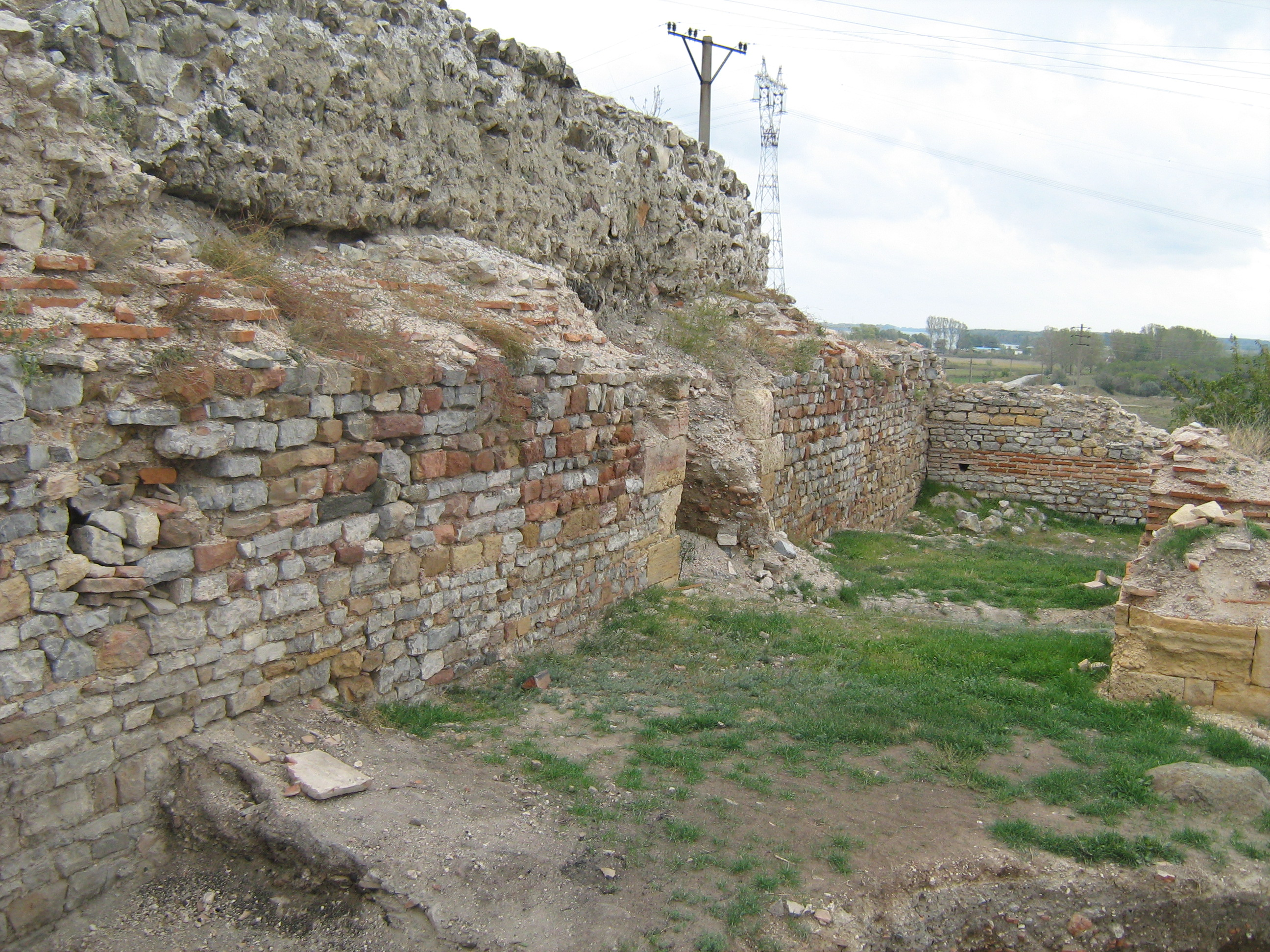
Mura della romana "Noviodunum", l'antica Isaccea

Noviodunum fu un porto fluviale sul limes danubiano, che sorgeva nei pressi del delta del Danubio.

## Storia
La posizione geografica della località ha offerto ai romani la possibilità di supervisione e controllo della frontiera dell'intero limes romano a nord del Danubio. L'importanza strategica è stata determinante nella funzione economica e amministrativa intorno alla quale si sviluppò il campo militare e navale dei legionari.
Noviodunum infatti passò sotto il controllo romano con l'annessione della Tracia nel 46 AD, venendo, poi, annessa alla provincia di Mesia.
Divenne importante porto della Classis Moesica e centro militare della regione a partire da Domiziano-Traiano, in seguito alla conquista della Dacia. Qui furono distaccate alcune vexillationes della legio V Macedonica, almeno fino al regno di Marco Aurelio. Seguirono vexillationes della legio I Italica, e a partire da Diocleziano della legio I Iovia.
Fu ricostruita sotto il regno dell'imperatore Costantino il Grande (post 324), durante le campagne militari e posta sotto il comando del Dux Scythiae. Nel 369, sulla sponda opposta del Danubio fu combattuta una grande battaglia tra l'imperatore Valente e Atanarico ed i suoi Tervingi.

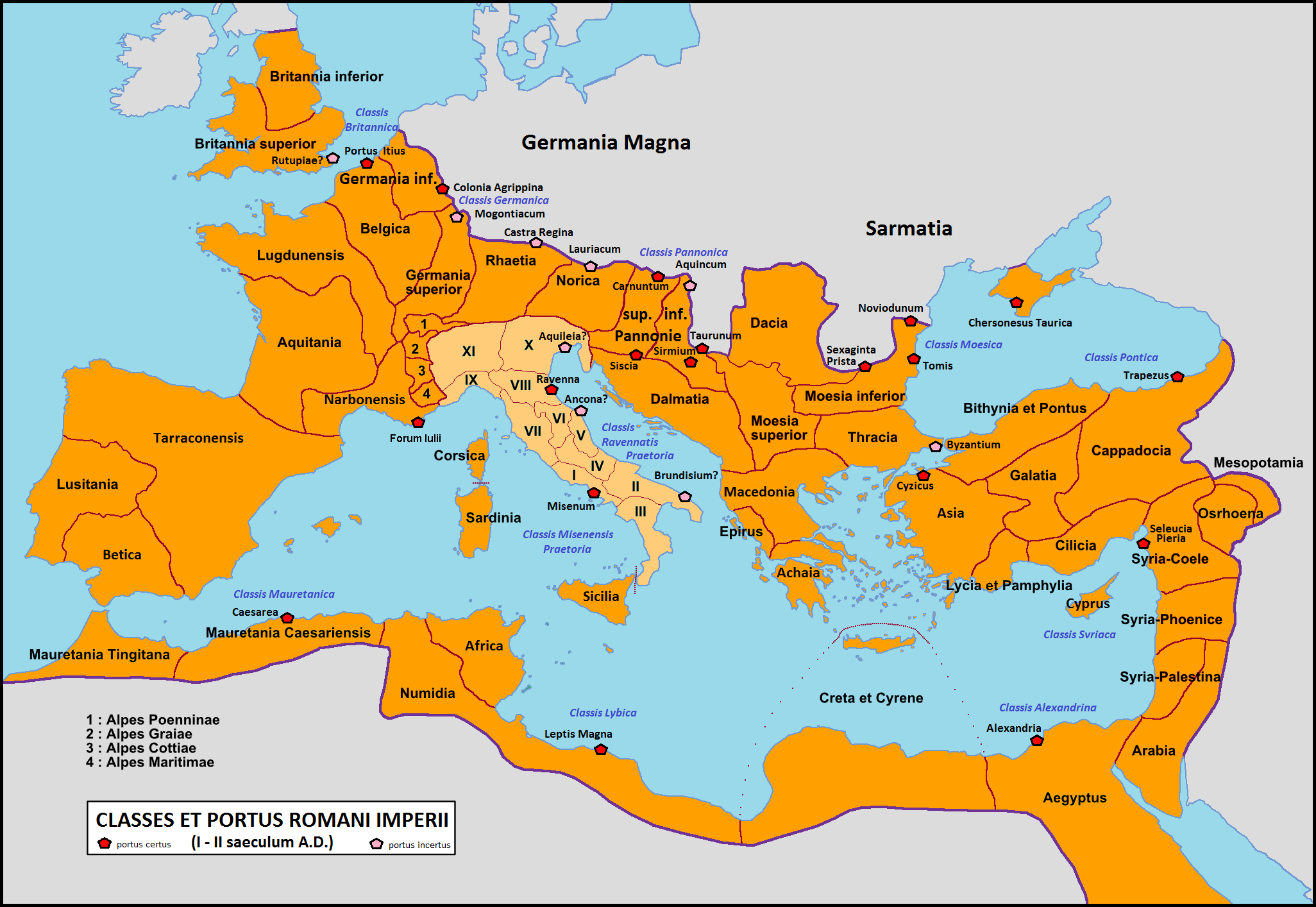
Principali porti militari e flotte, nei primi due secoli dell'Impero romano (da Augusto a Settimio Severo). Noviodunum si trova sulla foce del Danubio.

Tra il 434 ed il 441 AD, la città con la sua base navale fu occupata dagli Unni, per poi tornare sotto il dominio romano e successivamente fare parte dell'Impero bizantino.
Attualmente vicino alle sue rovine si trova la romena cittadina di Isaccea. L'area è stata soggetta a scavi recenti, che ne hanno evidenziato l'importanza.